# 莫斯蒂奇山
62°38′24.7″S 61°16′31.4″W / 62.640194°S 61.275389°W

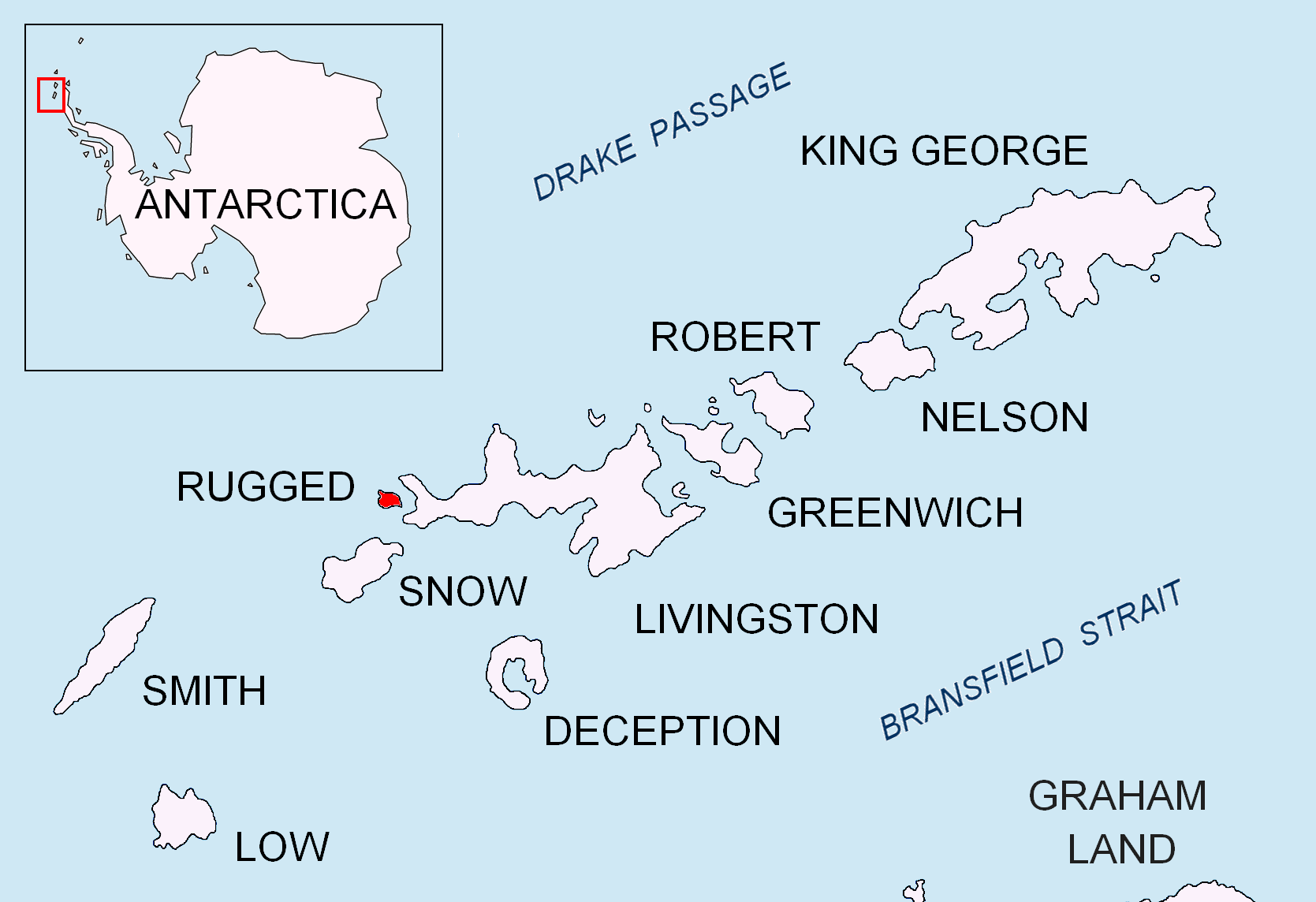

莫斯蒂奇山是南極洲的山峰，位於南設得蘭群島的拉吉德島西南部，處於本森角東北面0.78公里、謝菲爾德角東南面3.16公里和拉德夫角以西3.78公里，海拔高度130米。

## 外部連結
- Mostich Hill. （页面存档备份，存于） SCAR Composite Gazetteer of Antarctica.